# Swing, Swing
«Swing, Swing» es el primer sencillo del primer álbum de The All-American Rejects. Alcanzó el puesto #60 en el Billboard Hot 100 y el puesto #8 en la lista Modern Rock Tracks la canción aparece en el primer capítulo de la serie The O.C.
- Datos: Q4864785